# Motorbrandstof
Motorbrandstoffen of transportbrandstoffen zijn brandstoffen die gebruikt worden om een verbrandingsmotor te laten werken.
Bekende brandstoffen zijn benzine, diesel, lpg, cng, lng, biogas, HCNG, waterstofgas en kerosine. Men kan een verbrandingsmotor ook laten lopen op whisky of een andere alcoholhoudende drank. Men zou reeds aan het begin van de 20e eeuw verbrandingsmotoren hebben laten lopen op pindaolie.
Tegenwoordig is er biodiesel dat gewonnen wordt uit koolzaad en andere natuurlijke oliën en vetten als vervanger van diesel. Zonnebloemolie, gebruikt frituurvet en afgewerkte oliën kunnen ook gebruikt worden. Daarnaast is er bio-ethanol als vervanger van benzine.
Het gebruik van brandstof is niet altijd zonder risico: sommige brandstoffen bevatten veel afvalstoffen en regelmatig een filter vervangen is dus geen overbodige luxe.

## Naamgeving
In de loop van de geschiedenis zijn er veel verschillende motorbrandstoffen geweest, vaak onder verschillende namen, wat weleens tot verwarring wil leiden. Ook zijn vaak Nederlandse en Engelse namen door elkaar gebruikt. In dit overzicht staan de Nederlandse en Engelse namen en de meest voorkomende toepassingen.
| Nederlands                     | Engels                              | Toepassingen                                                                       |
| ------------------------------ | ----------------------------------- | ---------------------------------------------------------------------------------- |
| aardolie                       | crude oil petroleum                 | productie van brandstoffen en kunststoffen                                         |
| stookolie mazout huisbrandolie | fuel oil                            | brandstof voor dieselmotoren en verwarmingsinstallaties                            |
| diesel dieselolie gasolie      | diesel petrodiesel petrol           | brandstof voor dieselmotoren in personenauto's, vrachtauto's, tractoren en schepen |
| kerosine petroleum             | kerosene paraffin oil               | brandstof voor straalmotoren in vliegtuigen                                        |
| kerosine petroleum             | aviation gasoline avgas             | brandstof voor zuiger- en wankelmotoren in vliegtuigen                             |
| benzine                        | petrol gasoline gas motor gas mogas | brandstof voor benzinemotoren in personenauto's                                    |
| lpg autogas                    | lpg autogas Liquefied Petroleum Gas | brandstof voor personenauto's en stadsbussen                                       |
| cng aardgas                    | Compressed Natural Gas              | brandstof voor personenauto's en stadsbussen                                       |
| lng aardgas                    | Liquefied Natural Gas               | brandstof voor vrachtwagens en voor de scheepvaart                                 |
| HCNG                           | Hydrogen Compressed Natural Gas     | brandstof voor personenauto's en stadsbussen                                       |
| Waterstofgas                   | Gaseous hydrogen                    | brandstof voor personenauto's en stadsbussen                                       |

## Brandstofetikettering
De Europese richtlijn 2014/94/EU voorzag in harmonisatie van de etikettering van brandstoffen voor motorvoertuigen en tankstations. Tegen uiterlijk 12 oktober 2018 moesten in alle Europese lidstaten dezelfde labels en aanduidingen voor brandstoffen in gebruik zijn, zodat consumenten overal in de Europese Unie gemakkelijk de correcte brandstof voor hun voertuig kunnen identificeren. Deze nieuwe Europese labels zijn wit met zwarte belettering. Specifieke labels duiden de verschillende soorten benzine, diesel en gasvormige brandstoffen aan. Zo zijn de benzinelabels cirkelvormig met daarin een "E" en een getal dat het maximumpercentage aan biocomponenten aangeeft dat erin verwerkt mag zijn. De diesellabels zijn vierkant met daarin een "B" en een getal dat eveneens het maximumpercentage aan biodiesel aangeeft dat erin verwerkt mag zijn. Een vierkant met daarin de letters "XTL" geeft aan dat het om synthetische diesel gaat (die niet uit ruwe aardolie gedestilleerd is). De labels voor gasvormige brandstoffen zijn ruitvormig met daarin de aanduiding van het soort brandstof (bijvoorbeeld LPG of waterstofgas). De labels zijn ontwikkeld door de technische commissie 441 (TC441) van het Europees Comité voor Normalisatie (CEN) en zijn vastgelegd in de Europese norm EN16942, die in oktober 2016 gepubliceerd werd. Er worden tevens gelijkaardige labels voorbereid voor elektrische voertuigen en laadpalen.
Per 12 oktober 2023 is Richtlijn 2014/94/EU vervangen door de Verordening (EU) 2023/1804. Bij deze verordening worden – primair – bindende nationale streefcijfers vastgesteld met het oog op de Uniebrede uitrol van voldoende infrastructuur voor alternatieve brandstoffen voor wegvoertuigen, treinen, vaartuigen en stilstaande luchtvaartuigen. Er worden gemeenschappelijke technische specificaties en eisen vastgesteld inzake de gebruikersinformatie, gegevensverstrekking en betalingsmodaliteiten voor infrastructuur voor alternatieve brandstoffen.